# Родопи
Вижте пояснителната страница за други значения на Родопи.
Родопите (вариант на името Родопа, на гръцки: Ροδόπη) е планина в Южна България и Северна Гърция, част от Рило-Родопския масив. Тя е най-обширната планина в България и заема около една седма част от българската територия. Дължината ѝ е около 220 – 240 km, а ширината до 100 km. Общата площ на Родопите е около 18 хиляди km², от които на българска територия са 14 738 km², което представлява 81,88% от цялата ѝ площ.

## Име
Името на планината Родопи е с тракийски произход. Открива се за пръв път у Херодот (V в. пр.н.е.). В античната традиция е запазена само една етимологична легенда, която изяснява (според представите на епохата) името и появата на планината. Известна е чрез Трасил от Мендес (I век) и Псевдо-Плутарх (III – IV век): „Родопа и Хемус били брат и сестра и почнали взаимно да се желаят, като Хемус я наричал Хера, а тя назовавала любимия си Зевс. Понеже боговете се почувствали оскърбени и понесли тежко това, превърнали ги в едноименните планини“. Без съмнение същата легенда има предвид и Овидий, когато говори за „Родопа и Хемус, сега ледени планини, но някога смъртни, които претендираха за имената на боговете най-велики“. Варианти на тази легенда оживяват и в българския фолклор.
Трябва да се отбележи, че по-коректно спрямо античността е името Родопа (Родопе), вместо Родопи, защото в античните текстове оронимът фигурира винаги в единствено число. Това се доказва и от появата на персонификация на планината върху реверса на четири филипополски монетни емисии, представящи женски образ с отнасящ се явно до него надпис Родопа. Според други хипотези Родопа се тълкува като първоначално име на река със значение „ръждива/червеникава вода“, където rod- е от същия индоевропейски корен като бълг. „руда“, „ръжда“, „риж“, лат. rufus („риж“) и нем. rot („червен“). През цялата античност обаче името не е известно като хидроним.
През Средновековието планината е била известна като Славееви гори (Славееви планини), а през османското владичество – като Доспатски планини.

## Физикогеографска характеристика

### Географско положение, площ, височинно разпределение, върхове
Родопите заемат източната част на Рило-Родопския масив, в централната част на Балканския полуостров. Планината се простира на територията на Южна България (части от областите Благоевградска, Пазарджишка, Пловдивска и Хасковска и изцяло областите Смолянска и Кърджалийска) и Северна Гърция.
Дължината им от запад на изток е около 240 km, а ширината от север на юг надхвърля 100 km. Общата площ на Родопите е около 18 хил. km², от които на българска територия са 14 738 km², което представлява 81,88% от цялата ѝ територия.
Средната надморска височина на планината е 785 m – тя е средновисока планина. Повече от 1/3 от площта на планината (36,45%) заемат ниските и хълмисти възвишения с надморска височина от 200 до 600 m, другата близо 1/3 (30,83%) се заемат от средновисоки части (между 1000 и 1600 m), а останалата 1/3 част от планината се падат на най-ниските (от 0 до 200 m) и над 1600 m височини.
| Част         | Площ, km² | %     | Средна надморска височина | 0 – 200 m, km² | %     | 200 – 600 m, km² | %     | 600 – 1000 m, km² | %     | 1000 – 1600 m, km² | %     | над 1600 m, km² | %    |
| ------------ | --------- | ----- | ------------------------- | -------------- | ----- | ---------------- | ----- | ----------------- | ----- | ------------------ | ----- | --------------- | ---- |
| Западна част | 8732,1    | 59,25 | 1098                      | –              | –     | 1078,2           | 12,35 | 2358,7            | 27,01 | 4532,3             | 51,90 | 762,9           | 8,74 |
| Източна част | 6005,4    | 40,75 | 329                       | 1319,5         | 21,97 | 4293,6           | 71,50 | 380,7             | 6,34  | 11,6               | 0,19  | –               | —    |
| Общо         | 14 737,5  | –     | 785                       | 1319,5         | 8,95  | 5371,8           | 36,45 | 2739,4            | 18,59 | 4543,9             | 30,83 | 762,9           | 5,18 |

Най-високата точка на планината е връх Голям Перелик (2190,2 m), разположен в централната ѝ част.
| Връх                 | Височина, m | Рид (дял)                            |
| -------------------- | ----------- | ------------------------------------ |
| Голям Перелик        | 2190,2      | Переликско-Преспански дял, Мурсалица |
| Широколъшки снежник  | 2188        | Переликско-Преспански дял, Мурсалица |
| Голяма Сюткя         | 2185,8      | Баташка планина                      |
| Голям Персенк        | 2094,5      | Чернатица                            |
| Баташки снежник      | 2081,9      | Баташка планина                      |
| Малка Сюткя          | 2078,7      | Баташка планина                      |
| Малък Персенк        | 2073,9      | Чернатица                            |
| Преспа               | 2000,4      | Переликско-Преспански дял            |
| Модър                | 1991,9      | Чернатица                            |
| Беслет               | 1937,3      | Дъбраш                               |
| Свобода              | 1943,2      | Переликско-Преспански дял            |
| Снежанка             | 1925,8      | Букова планина                       |
| Сребрен (Гюмюзчал)   | 1900,5      | Велийшко-Виденишки дял               |
| Тузлата              | 1891        | Радюва планина                       |
| Средния връх         | 1872,8      | Чамлия                               |
| Черновец (Арапчал)   | 1833,7      | Алабак                               |
| Циганско градище     | 1826,9      | Ардински дял                         |
| Каинчал              | 1811        | Велийшко-Виденишки дял               |
| Велийца              | 1715,3      | Велийшко-Виденишки дял               |
| Свети Илия           | 1705,4      | Белочерковски рид                    |
| Пчеларица            | 1688,5      | Девинска планина                     |
| Виденица (Гьоз тепе) | 1652,5      | Велийшко-Виденишки дял               |
| Харамийски връх      | 1614,8      | Кайнадински рид                      |
| Милеви скали         | 1592,5      | Алабак                               |
| Черни рид (Каратепе) | 1544,5      | Крушевска планина                    |
| Сини връх (Кьокес)   | 1536,4      | Переликско-Преспански дял            |
| Стария бунар         | 1517,2      | Добростански рид                     |
| Калчиш               | 1475        | Къркария                             |
| Вейката              | 1463,6      | Гюмюрджински снежник                 |
| Чиляка               | 1459        | Каракулас                            |
| Неизвестен           | 1400        | Руян (в Гърция)                      |
| Коджаеле             | 1266,8      | Мъгленик                             |
| Добри връх           | 1437        | Жълти дял                            |
| Камердзи             | 1070,4      | Момчил планина (в Гърция)            |
| Шило (Сило)          | 1064,7      | Пеперуда планина (в Гърция)          |
| Ветреник             | 1031,2      | Устренски рид                        |
| Стръмни рид          | 960,2       | Стръмни рид                          |
| Клисесърт            | 914,9       | Черна планина                        |
| Мечковец (Аида)      | 859,3       | Мечковец                             |
| Ирантепе             | 817         | Ирантепе                             |
| Драгойна             | 813,4       | Драгойна                             |
| Сърта                | 812,3       | Сърта                                |
| Шейновец             | 703,6       | Гората                               |
| Чобан                | 628         | Овчарица (в Гърция)                  |
| Еленски връх         | 535,4       | Бесапарски ридове                    |
| Градище              | 367,6       | Градище                              |

### Граници
Границите на Родопите са следните:
- Западна граница – От гръцкото село Статмос, разположено на 10 km югозападно от град Ксанти границата се изкачва на северозапад по долината на река Места, в близост до българско село Годешево пресича държавната граница и продължава на север по долината на реката през Гоцеделчевската котловна, проломът Момина клисура и достига до Разложката котловина. Тази граница отделя Родопите от планините Урвил и Боздаг в Гърция и Пирин в България.
- Северозападна граница – На северозапад Родопите граничат с Рила. От село Баня границата се изкачва по долината на Места и по левия ѝ приток Дрещенец, преминава през седловините Аврамова (1455 m) и Юндола (1400 m) и по долината на река Яденица се спуска до река Марица при град Белово.
- Северна граница – На север Родопите граничат с Горнотракийската низина, като склоновете ѝ в тази част са значително по-стръмни от южните, обърнати към Беломорска Тракия. Границата започва от град Белово и следи северните склонове на ридовете Алабак, Къркария, Бесапарски, Чернатица, Добростан, Драгойна, Мечковец, Хасковската хълмиста област, Хухла, Градище и Гората и достига до град Свиленград.
- Източна граница – Източната граница на планината е на територията на Гърция и е много неопределена. Като цяло тя следи крайните източни ниски разклонения, които почти стигат до долината на най-долното течение на река Марица.
- Южна граница – Южната граница на планината започва западно от делтата на Марица, минава северно от град Александруполис, следи южния, западния и северозападния склон на планината Овчарица и западния на планината Пеперуда, откъдето продължава на запад, като следва подножията на рида Мъгленик и планините Гюмюрджински снежник, Момчил и Руян и достига до село Статмос при река Места.

### Деление
По геолого-тектонски и морфографски белези Родопите се делят на две части – Западни (високи) и Източни (ниски). Границата между тези две части започва при село Искра, изкачва се по река Каялийка (десен приток на Марица), преминава през седловината Китката и по долината на река Боровица се спуска до река Арда при язовир „Кърджали“. От там се изкачва нагоре по долината на Арда и по десния ѝ приток Маданска река, пресича държавната граница и по река Сушица (вливаща се в Егейско море) достига до гръцкото село Полиантос на 15 km западно от Гюмюрджина (Комотини).

#### Западни Родопи
Западните Родопи обхващат територия от 8732,1 km² (или 59,25%) и по-високата част на Родопите. Средната им надморска височина е 1098 m, като повече от половината от площта им (51,9%) се заемат от земи с надморска височина между 1000 и 1600 m. Те имат среднопланински облик със силно разчленена, гъста и дълбоко вкопана речна мрежа. Долината на река Въча ги дели на две части – западна, Дъбрашко-Баташка и източна, Переликско-Преспанска. В първата част най-висок е връх Голяма Сюткя (2186 m), а във втората е първенецът на Родопите в рида Мурсалица – Голям Перелик (2191 m). Западната част има асиметричен орохидрографски план с добре развита ридова система, очертана от дълбоки долини на север и силно стеснена площ на юг. Главната вододелна линия между водосборните басейни на Марица и Места е изместена на югозапад по широкото и мощно било на Велийшко-Виденишкия дял. От главния вододелен рид на север се отклоняват ридът Алабак, Баташка планина е нейните крайни разклонения Къркария и Бесапарските ридове. На юг от главния рид се простира широкият рид Дъбраш. Източната част на Западните Родопи обхваща два мощни вододелни дяла: на северозапад Переликско-Преспански и на югоизток Ардински дял, разделени от долината на река Черна (ляв приток на Арда). От Переликско-Преспанския дял на север се отклоняват мощните ридове Чернатица, Радюва планина и Добростан. На запад се разполагат Чепинска, Баташка и Доспатска котловина, а на изток високите Чепеларска и Смолянска, както и малката Хвойненска котловина. От Западните Родопи водят началото си най-големите родопски реки: Въча, Чепинска, Чепеларска, Арда, Доспат, Стара река и други, които текат в дълбоки проломни долини.
Основните морфографски единици в Западните Родопи са следните:
- Алабак, рид
- Ардински дял (Ардинска планина, Ардински рид, Кула)
- Баташка котловина
- Баташка планина
- Белочерковски рид
- Бесапарски ридове
- Букова планина
- Велийшко-Виденишки дял
- Девинска планина
- Добростански рид
- Доспатска котловина
- Дъбраш, рид (Доспатска планина)
- Кайнадински рид
- Каракулас, рид
- Крушевска планина
- Къркария, рид
- Манастирище, рид
- Мурсалица, рид
- Переликско-Преспански дял
- Равногор, рид
- Радюва планина
- Хвойненска котловина
- Чамлия, рид
- Чепинска котловина
- Чернатица, рид

#### Източни Родопи
Източните Родопи обхващат територия от 6005,4 km² (или 40,75%) и по-ниската част на Родопите. Средната им надморска височина е едва 329 m, т.е. повече от три пъти са по-ниски от Западните Родопи. Близо 3/4 от площта им (71,5%) се заемат от земи с надморска височина между 200 и 600 m. За разлика от Западните Родопи източните Родопи са по-ниски, с нископланински и хълмист облик. Въпреки че запазват масивния си планински характер, те са разчленени от широки долини, в които се редуват проломни стеснения. Билните части на планината са по-слабо разкъсани и имат заравнен облик. В орографския им план се очертават три централни планински рида: на запад между долините на реките Арда и Върбица мощният Жълти дял; на север от долината на Арда се редуват ниски, заоблени и предимно продълговати ридове – Драгойна, Мечковец, Чуката, Гората, Градище и Хухла и ниската Хасковска хълмиста област. В най-южната част на Източните Родопи се намират северните склонове на високите гранични ридове Мъгленик и Гюмюрджински снежник, където се намира връх Вейката (1463 m), който е най-южната българска точка и най-високият връх в българската част на Източните Родопи. Най-високият връх в източната част на Родопите е връх Орлицата (1482 m) в Гърция. От рида Мъгленик на север към долината на Арда се отклоняват мощният Стръмни рид и Черна планина и по-ниските Ирантепе и Сърта. В тази част по-големите котловини са Вълчеполската и Джебелската.
През Източните Родопи от запад на изток протича река Арда, а нейните главни притоци са Перперек, Върбица, Крумовица и Бяла река. В миналото Източните Родопи са били заети от воден басейн с активен подводен вулканизъм, затова освен седиментни скали са се образували и вулканични – андезити, риолити, туфи. Вследствие на външните релефообразуващи сили от тези скали са се образували причудливи скални форми.
Основните морфографски единици в Източните Родопи са следните:
- Вълчеполска котловина
- Гората
- Градище
- Гюмюрджински снежник
- Джебелска котловина
- Драгойна
- Жълти дял
- Ирантепе
- Мечковец
- Мъгленик
- Стръмни рид
- Сърта
- Устренски рид
- Хасковска хълмиста област
- Хухла
- Чал
- Черна планина
- Чуката

### Геоложки строеж, геоморфоложки особености, полезни изкопаеми
Родопите са изградени от метаморфни скали – гнайси, шисти, мрамори, амфиболити и други, всред които са вместени серпентинити, гранити и други интрузиви. В Източните Родопи са установени и слабо метаморфозирани мезозойски скали (шисти, кварцити, диабази). Над метаморфитите заляга мощна покривка от младопалеогенски седиментни и вулкански скали – пясъчници, мергели, конгломерати, варовици, андезити, латити, риолити, туфи, туфити и др. По периферията на планината са отложени плиоценски езерни утайки.
Оформянето на съвременния облик на Родопите се извършва през късния терциер. През миоцена, плиоцена и кватернера планината е била подложена на циклична денудация, в резултат на което са образувани четири главни денудационни нива – заравнени повърхнини (четири в Западните Родопи и три в Източните). Най-старото и най-високото денудационно ниво – старомиоценското е представено само в Западните Родопи и заема обширните билни заравнености между 1800 и 2000 m, над което се издигат уединените твърдици на най-високите родопски върхове. Второто по височина и възраст денудационно ниво – младомиоценското – се наблюдава и в двете части на планината, като в Западните Родопи то е разположено на височина 1300 – 1600 m, а в Източните Родопи то е най-високото на 1000 – 1100 m и заема билните части на Гюмюрджински снежник и Мъгленик. Третото по височина и възраст ниво е староплиоценското (понтийско). То също се наблюдава и в двете части на Родопите, като на запад е на височина 1000 – 1200 m и заема билните части на по-ниските ридове, а в Източните Родопи се намира на 550 – 800 m и обхваща горнищата на ридовете Жълти дял, Стръмни рид, Ирантепе и Сърта и билата на най-ниските ридове Чуката и Гората. Последното най-ниско и най-младо денудационно ниво е младоплиоценското (левантийско), което в Западните Родопи е на височина 700 – 900 m и представлява типично планинско склоново стъпало, като обхваща предимно северните склонове на родопите обърнати към Горнотракийската низина. В Източните родопи това ниво е разположено на 350 – 550 m и обхваща ниските части и подножията на повечето от ридовете в източната част.
През кватернера речната мрежа се всича ритмично, поради което в долините на главните реки се образува серия от речни тераси – от 5 до 7 в Западните Родопи и 6 – 7 в Източните.
Планината е богата на полезни изкопаеми: оловно-цинкови, железни руди, азбест и др. За строителни нужди се експлоатират вулкански туфи, мрамор и др.

### Климат
В Западните Родопи, заради по-голямата надморска височина преобладава планински климат. Климатът там е смекчен от топлите средиземноморски въздушни маси, проникващи по теченията на реките. Това смекчаване на климата е по-осезаемо в Източните Родопи, защото там надморската височина е по-малка и речните долини предлагат лесен път на по-топлия въздух от юг. В Западните Родопи средиземноморското влияние е по-слабо, а в Източните – по-силно, което е видно от средногодишните температури и средногодишната сума на валежите за пет метеорологични станции: Велинград 9 °С, 550 mm; Смолян 8,5 °С, 981 mm; Златоград 10,9 °С, 986 mm; Кърджали 12,5 °С, 663 mm; Ивайловград 12,7 °С, 736 mm. В Западните Родопи валежите са главно през летните месеци, а в Източните – през зимата.

### Води
Родопите са планина с гъста и сложна речна мрежа. Планината изцяло попада към Беломорския водосборен басейн, като реките, извиращи и течащи през нея, се оттичат към две главни реки (Марица и Места) или директно се вливат в Егейско море. В близо 80% от територията на планината, с изключение на югозападните и южните ѝ части, оттокът е насочен към река Марица чрез нейните десни притоци Чепинска река, Стара река, Въча, Първенецка река, Черкезица, Мечка, Каялийка, Банска река, Харманлийска река, Бисерска река, Арда, Луда река и други по-малки. Югозападните части на планината принадлежат към водосборния басейн на река Места и нейните леви притоци – Златарица, Канина, Чечка Бистрица, Доспат, Дяволска река и други. В най-южните части на Родопите (на територията на Гърция) реките директно се вливат в Егейско море – Върба, Сушица, Аксу, Търнава и други.
Във високия пояс на Западните Родопи голямото количество на валежите, проявата на продължително снежно задържане, незначителното изпарение, големият наклон на релефа и преобладаващата водонепропусклива геоложка основа са предпоставка за голямата стойност на отточния модул (над 25 l/s/km2). В пределите на средния височинен пояс на областта поради по-малкото количество на валежите и по-силното изпарение модулът на оттока намалява на 10 – 15 l/s/km2. В ниския пояс и в подножието на планинските склонове, на допира с Горнотракийската низина неговата стойност е най-малка (2 – 3 l/s/km²) поради малкото валежно количество, значителното изпарение, малкия наклон на релефа и водопропускливата геоложка основа.
В Източните Родопи реките са с преобладаващо дъждовно-снежно подхранване и с ярко изразен зимен максимум на оттока. Поради значително по-ниската надморска височина, много по-силното средиземноморско влияние, изложението на склоновете и в тази връзка различно изпарение и различната водопропускливост на геоложката основа, модулът на оттока на реките в Източните Родопи се колебае в доста широки граници, които варират от 5 до 25 l/s/km².
Повечето от реките в Родопите протичат в дълбоки проломни долини, което е предпоставка за изграждане на хидротехнически съоръжения и оползотворяването на техните големи водноенергийни ресурси. В планината са изградени едни от най-големите български и гръцки язовири: Доспат, Широка поляна, Батак, Голям Беглик, Въча, Кричим, Цанков камък, Кърджали, Студен кладенец, Ивайловград, Черешовско езеро (Лимни Тисавру), Оленско езеро (Лимни Платановрисис) и много други по-малки.

### Почви
Почвената покривка в Западните Родопи в значителна степен повлияна от естеството на климата, геоложката основа и особеностите на релефа. Подножието и основният пояс на планинските склонове са заети от канелени горски почви, по-нагоре в средния пояс и преди всичко по северните склонове преобладават светлокафявите почви, а още по-нагоре между 1500 – 1900 m са разпространени предимно тъмнокафявите горски почви. В котловините и долинните дъна младите акумулативни наслаги се съпровождат от алувиални почви. В източните Родопи по долината на река Арда и на другите по-големи реки са разпространени алувиалните почви, а в останалите по-високи части на областта преобладават канелените горски почви. По северните склонове на ридовете в източната част се срещат и светлокафяви горски почви. Голяма част от Хасковска хълмиста област е заета от смолници.

### Флора и фауна
Голямото климатично и почвено разнообразие обуславят голямо растително разнообразие в Родопите. На територията на планината са установени над 2000 вида висши растения, от които 90 са балкански ендемити и силно застрашени от изчезване видове. В ниските части на Източните Родопи горите отстъпват място на субсредиземноморските нискостеблени видове – вергилиев дъб, брекина, габър, дива круша (Pyrus pyraster), драка, червена хвойна и др.
На височина над 800 м преобладават гори от обикновен горун, мизийски бук, габър, ясен, явор, шестил и др. В иглолистния пояс, който е развит предимно в Западните Родопи, се срещат обикновен смърч, бял бор, черен бор, както и бук. На по-голяма височина преобладава храстовата растителност и алпийските ливади.

## Човешка дейност

### Население
Етническият състав (траки, гърци, българи, власи, арменци, турци, кумани, печенеги, татари, латинци и евреи) на старото население на Родопите е описан подробно в посоченото по-долу заглавие на Катрин Асдраша, която обаче е пропуснала да разгледа отделно присъствието на траките и славяните, а павликяните – арменци е причислила към българския етнос. Впрочем в съвременната историография като цяло не се откриват проучвания върху античното население на Родопите.
Населени места, свързани с Родопите: Смолян, Виево, Мадан, Чепеларе, Момчиловци, Стойките, Гела, Широка лъка, Бачково, Асеновград, Златоград, Момчилград, Гърнати, Бостина, Кърджали, Неделино, Ардино, Девин, Буйново, Доспат, Сърница, Батак, Кричим, Перущица, Ракитово, Велинград, Брацигово, Пещера, Рудозем, Лъки, Селча, Старцево, Борино.

### Туризъм
Ски курорти: Пампорово, Цигов чарк, Чепеларе.
Минерални бани и спа центрове: Велинград, Нареченски бани, Девин, Баните, Хасковски минерални бани.
Красиви местности: Юндола, Триградско ждрело, Чудните мостове, Белинташ, Дяволски мост, Буйновското ждрело, Вълчи скок, резерват Кастракли, Кемеров мост и др.
Пещери: Снежанка, Дяволското гърло, Ягодинска пещера, Ухловица, Марциганица (1412 m), Топчика (727 m), Иванова дупка, Хралупата, Ямата, Бисерна, Олимпийска, Ледницата, Гаргина дупка (524 m), Водна пещера, Троицата, Лепеница.
Християнски поклоннически места: Бачковски манастир, Кръстова гора.
Археологически обекти: Перперикон, Белинташ, Татул, Цепина, крепостта Устра, мегалитни и скални светилища, Гьоз тепе – прорицалището на Дионис, Асенова крепост.

### Стопанство
В Родопите са развити рудодобивна и рудопреработвателна промишленост, дърводобив и дървообработване, електропроизводство, металообработване, машиностроене, лека промишленост.
Преобладаващият транспорт в планината е шосейният. През нея на територията на България преминават участъци или целите трасета на 29 пътя от Държавната пътна мрежа: 2 първокласни пътя с № 5 и 8; 5 второкласни с номера 37, 58, 59, 84 и 86; 22 третокласни с номера 197, 375, 376, 377, 505, 506, 507, 508, 509, 591, 597, 598, 593, 808, 842, 843, 861, 862, 863, 865, 866 и 867.
В Източните Родопи от север на юг, от Димитровград до Подкова преминава участък от трасето на жп линията Русе – Горна Оряховица – Стара Загора – Подкова, а в Западните Родопи – част от трасето (гара Кричим – гара Пещера) на жп линията Стамболийски – Пещера и част от трасето (гара Варвара – гара Аврамови колиби) на теснолинейната жп линия Септември – Велинград – Добринище.

## Топографска карта
- Лист от карта K-34-72. Мащаб: 1 : 100 000.
- Лист от карта K-34-84. Мащаб: 1 : 100 000.
- Лист от карта K-34-96. Мащаб: 1 : 100 000.
- Лист от карта K-35-61. Мащаб: 1 : 100 000.
- Лист от карта K-35-62. Мащаб: 1 : 100 000.
- Лист от карта K-35-63. Мащаб: 1 : 100 000.
- Лист от карта K-35-64. Мащаб: 1 : 100 000.
- Лист от карта K-35-73. Мащаб: 1 : 100 000.
- Лист от карта K-35-74. Мащаб: 1 : 100 000.
- Лист от карта K-35-75. Мащаб: 1 : 100 000.
- Лист от карта K-35-76. Мащаб: 1 : 100 000.
- Лист от карта K-35-77. Мащаб: 1 : 100 000.
- Лист от карта K-35-85. Мащаб: 1 : 100 000.
- Лист от карта K-35-86. Мащаб: 1 : 100 000.
- Лист от карта K-35-87. Мащаб: 1 : 100 000.
- Лист от карта K-35-88. Мащаб: 1 : 100 000.
- Лист от карта K-35-89. Мащаб: 1 : 100 000.
- Лист от карта K-35-98. Мащаб: 1 : 100 000.
- Лист от карта K-35-99. Мащаб: 1 : 100 000.
- Лист от карта K-35-100. Мащаб: 1 : 100 000.
- Лист от карта K-35-101. Мащаб: 1 : 100 000.
- Лист от карта K-35-112. Мащаб: 1 : 100 000.